# Parc national de Glenveagh
Le parc national de Glenveagh (en anglais : Glenveagh National Park - en irlandais : Páirc Naisiúnta Gleann Bheatha) est un parc national d'Irlande situé dans le comté de Donegal. Il s'étend sur 16 000 hectares dans les montagnes de Derryveagh et occupe les vallées du Lough Veagh et de Poisoned Glen. 
Le parc a été créé après la donation du château de Glenveagh (Glenveagh Castle), à l'État irlandais en 1981.

## Toponymie
Le toponyme « Glenveagh » dérive de l'irlandais Gleann Bheatha signifiant « vallée des bouleaux ».

## Géographie

### Localisation
Le parc national de Glenveagh se situe au nord-ouest du comté de Donegal, le plus septentrional des comtés d'Irlande. Il couvre une zone de 16 000 hectares dans les montagnes de Derryveagh.
Le parc se situe à 24 km au nord-ouest de la ville de Letterkenny. Les plus proches localités sont Churchill et Kilmacrennan. Le nord du parc est traversé par la route R251.

## Intérêt

### Site historique

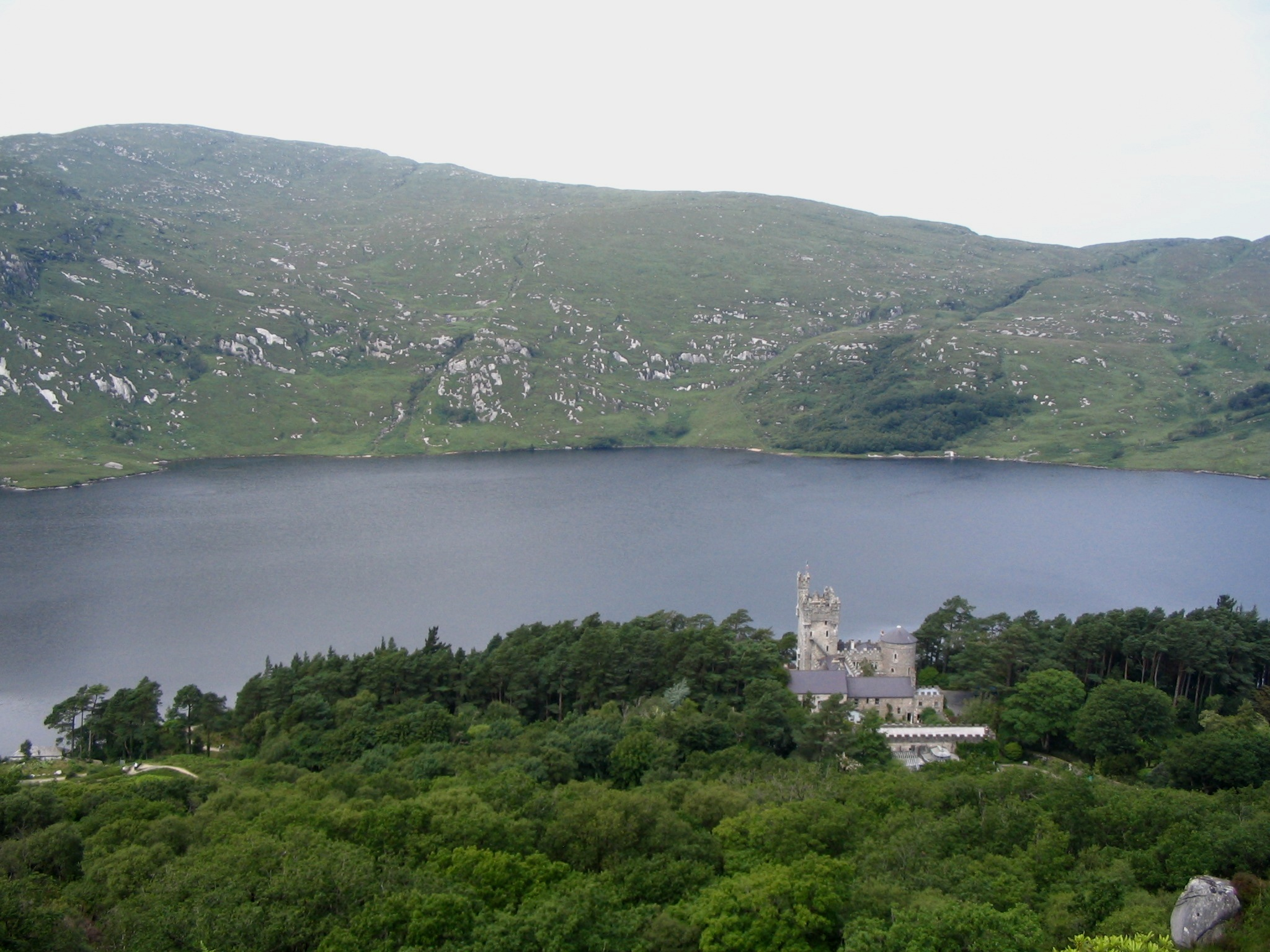
Glenveagh Castle au bord du Lough Beagh.
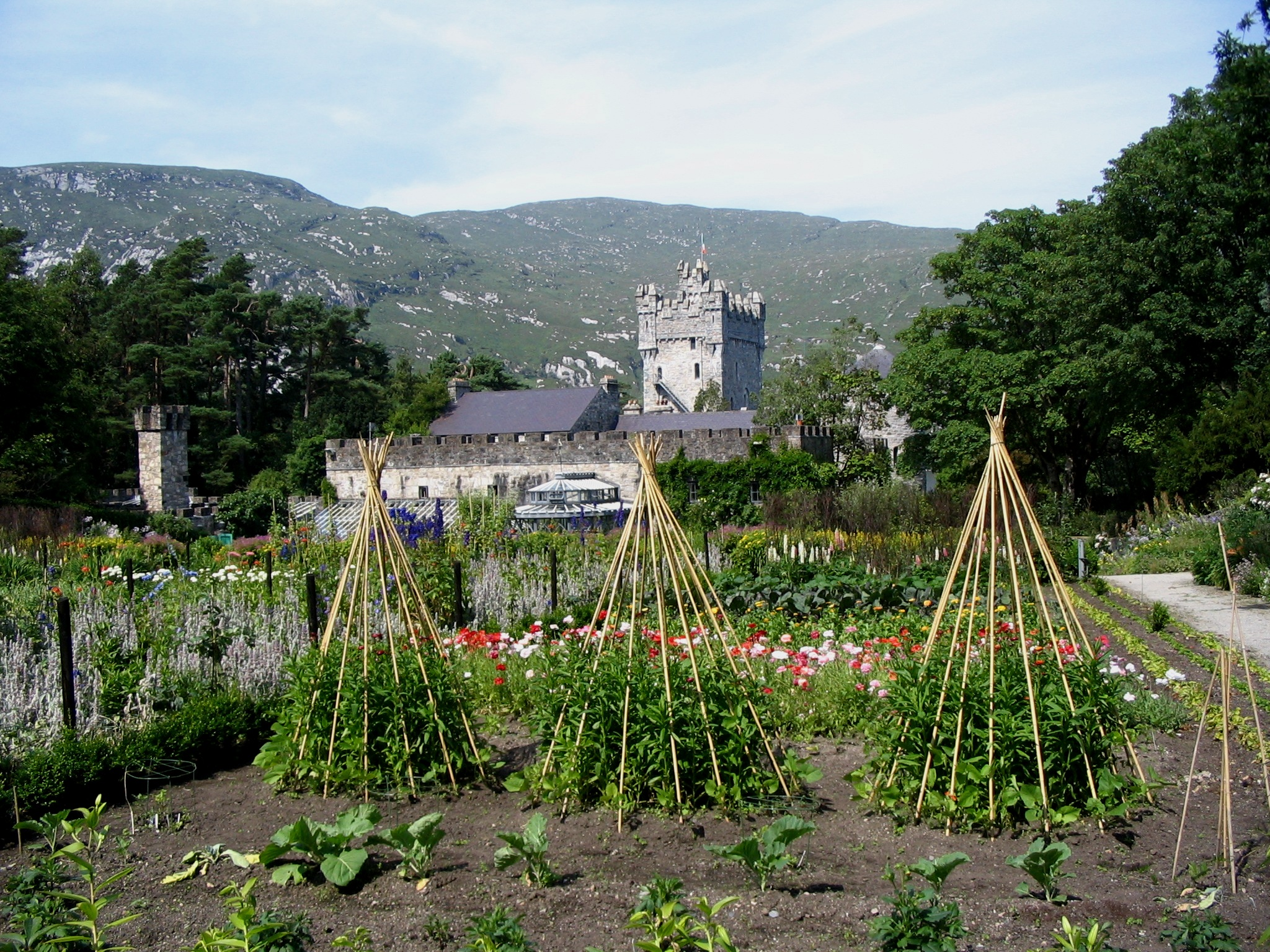
Jardins de Glenveagh Castle.